# Maria Mączyńska
Maria Mączyńska z d. Cugowska (ur. 22 maja 1932 w Opatowcu k. Buska-Zdroju) – polska łuczniczka, olimpijka z Monachium. 

## Życiorys
Córka Stanisława i Rozalii (z d. Plucińskiej).
Łucznictwo uprawiała w latach 1953–1979. Należała do klubów sportowych takich jak:
- 1953–1962 – Sparta i Energetyka Kraków;
- 1962–1971 – Łączność Warszawa;
- 1971–1979 – Marymont Warszawa.

Jej trenerami byli: Marian Zagała, Mieczysław Nowakowski i Michał Januszewski.
W 1951 ukończyła Liceum Administracyjno-Gospodarcze w Krakowie, gdzie zdobyła zawód księgowej. Jest mężatką i ma syna Jacka (1963). Mieszka w Warszawie.

## Osiągnięcia sportowe
- 1955 – brązowy medal Mistrzostw Świata w Helsinkach (wielobój drużynowy);
- 1955 – brązowy medal Mistrzostw Świata w Helsinkach (trójbój długodystansowy, drużynowo);
- 1955 – brązowy medal Mistrzostw Świata w Helsinkach (trójbój krótkodystansowy, drużynowo);
- 1956 – złoty medal Mistrzostw Polski (wielobój indywidualny);
- 1957 – brązowy medal Mistrzostw Świata w Pradze (2x70 m);
- 1958 – złoty medal Mistrzostw Polski (wielobój indywidualny);
- 1959 – srebrny medal Mistrzostw Świata w Sztokholmie (2x50 m);
- 1959 – złoty medal Mistrzostw Świata w Sztokholmie (2x60 m);
- 1965 – złoty medal Mistrzostw Polski (wielobój indywidualny);
- 1967 – złoty medal Mistrzostw Polski (wielobój indywidualny);
- 1967 – złoty medal Mistrzostw Świata w Amersfoort (indywidualnie);
- 1967 – złoty medal Mistrzostw Świata w Amersfoort (drużynowo, razem z (z Zofią Piskorek i Ireną Szydłowską);
- 1967 – złoty medal Mistrzostw Świata w Amersfoort (2x50 m);
- 1967 – złoty medal Mistrzostw Świata w Amersfoort (2x70 m);
- 1968 – złoty medal Mistrzostw Europy w Reutte (indywidualnie);
- 1968 – złoty medal Mistrzostw Europy w Reutte (drużynowo);
- 1968 – srebrny medal Mistrzostw Europy w Reutte (60 m);
- 1968 – srebrny medal Mistrzostw Europy w Reutte (70 m);
- 1969 – złoty medal Mistrzostw Polski (wielobój indywidualny);
- 1969 – brązowy medal Mistrzostw Świata (drużynowo);
- 1970 – srebrny medal Mistrzostw Europy w Hradcu Králové (drużynowo)
- 1970 – brązowy medal Mistrzostw Europy w Hradcu Králové (30 m);
- 1971 – złoty medal Mistrzostw Świata w Yorku (drużynowo, razem z (z Ireną Szydłowską i Jadwigą Wilejto);
- 1971 – brązowy medal Mistrzostw Świata w Yorku (2x60 m);
- 1971 – brązowy medal Mistrzostw Świata w Yorku (indywidualnie);
- 1971 – złoty medal Mistrzostw Świata w Yorku (2x70 m);
- 1972 – złoty medal Mistrzostw Polski (wielobój indywidualny);
- 1972 – 6. miejsce podczas Igrzysk Olimpijskich w Monachium (4-bój indywidualny);
- 1974 – złoty medal Mistrzostw Europy (30 m).

Dziewięciokrotnie ustanawiała rekordy świata:
- 1967 – 70 m: 289 pkt.;
- 1971 – 2x70 m: 574 pkt. (2 razy)
- 1967 – 2x50 m: 665 pkt.:
- 1971 – Ł2AB drużynowo (2 razy);
- 1971 – ŁAB drużynowo (3 razy).

## Odznaczenia i medale
- 1955 – Mistrzyni Sportu;
- 1968 – Zasłużona Mistrzyni Sportu;
- złoty Medal za Wybitne Osiągnięcia Sportowe (otrzymała go trzy razy);
- dyplom honorowy „Fair-Play”.

W Plebiscycie Przeglądu Sportowego w 1967 r. zajęła 7. miejsce.